# Strikeforce
Strikeforce foi uma organização norte-americana de artes marciais mistas (MMA) e kickboxing com sede em San José, na Califórnia. No Brasil não era transmitido ao vivo, só reprises pelo canal pago Space. A transmissão ficava a cargo do apresentador Leo Rossi e dos comentaristas Washington Poppi e Diego Spigolon.

## História
Strikeforce foi fundado em 1985 como uma organização de kickboxing. Em 10 de março de 2006, foi realizado como evento de MMA pela primeira vez, no Strikeforce: Shamrock vs. Gracie, no HP Pavilion em São José. Foi o primeiro evento regulamentado de MMA na Califórnia e quebrou o recorde anterior de maior público em um evento de MMA nos Estados Unidos, anteriormente do UFC 57, com seus 18 265 presentes. O recorde foi quebrado pelo UFC 68 e K-1 Dynamite HERO'S! E.U.A., porém o Strikeforce: Shamrock vs. Gracie manteve o recorde de público pago com 17 465.
No dia 12 de março de 2011, os organizadores do UFC anunciaram, através de Dana White, a compra da franquia concorrente. A operação resulta no encerramento da concorrência entre as duas franquias, garantindo o controle e monopólio mundial dos eventos de MMA para a Zuffa, detentora da marca UFC.
Apesar de rumores e expectativa do processo de fusão, Dana White anunciou que o Strikeforce continuaria realizando seus eventos de forma independente, não existindo então previsão para lutas conjuntas, visto que ainda existem contratos comerciais em vigor que impedem mudanças radicais, no momento.
O último evento da história do Strikeforce aconteceu na noite de sábado, do dia 12 de janeiro de 2013, em Oklahoma (EUA), com um cinturão mudando de dono. A expectativa dos organizadores era ter nada menos que três combates valendo título, mas as lesões de Gilbert Melendez (campeão dos leves) e Luke Rockhold (médios) fizeram com que a única luta do tipo fosse entre Nate Marquardt (meio-médios) e o desafiante Tarec Saffiedine, que desbancou o campeão por decisão unânime dos juízes (48-47, 49-46 e 49-46).
Após o último evento foi divulgada a lista de atletas que migrariam para o UFC (sendo que no final de 2011 muitos lutadores já haviam sido transferidos, como por exemplo Dan Henderson, Nick Diaz, Alistair Overeem e Cung Le). Essa lista era composta por Daniel Cormier da categoria Peso-pesado, Gegard Mousasi e Gian Villante da categoria Peso-meio-pesado (MMA), Roger Gracie, Tim Kennedy, Lorenz Larkin, Ronaldo Souza e Luke Rockhold da categoria Peso-médio, Roger Bowling, Jason High, Nate Marquardt, Tarec Saffiedine e Bobby Voelker da categoria meio médio e Ryan Couture, Pat Healy, Kurt Holobaugh, Adriano Martins, Gilbert Melendez, K.J. Noons e Josh Thomson da categoria peso leve.

## Últimos campeões

### Masculino
| Divisão     | Peso        | Lutador          | Campeão desde                                                 | Defesas |
| ----------- | ----------- | ---------------- | ------------------------------------------------------------- | ------- |
| Meio-pesado | até 93,0 kg | Dan Henderson    | 5 de março de 2011 (Strikeforce: Feijão vs. Henderson)        | 0       |
| Médio       | até 83,9 kg | Luke Rockhold    | 10 de setembro de 2011 (Strikeforce: Barnett vs. Kharitonov)  | 2       |
| Meio-médio  | até 77,1 kg | Tarec Saffiedine | 12 de janeiro de 2013 (Strikeforce: Marquardt vs. Saffiedine) | 0       |
| Leve        | até 70,3 kg | Gilbert Melendez | 19 de dezembro de 2009 (Strikeforce: Evolution)               | 4       |

### Feminino
| Divisão | Peso        | Lutadora         | Campeã desde                                          | Defesas |
| ------- | ----------- | ---------------- | ----------------------------------------------------- | ------- |
| Pena    | até 65,8 kg | Cristiane Santos | 15 de agosto de 2009 (Strikeforce: Carano vs. Cyborg) | 3       |
| Galo    | até 61,2 kg | Ronda Rousey     | 3 de março de 2012 (Strikeforce: Tate vs. Rousey)     | 1       |